# Eau de Bilin

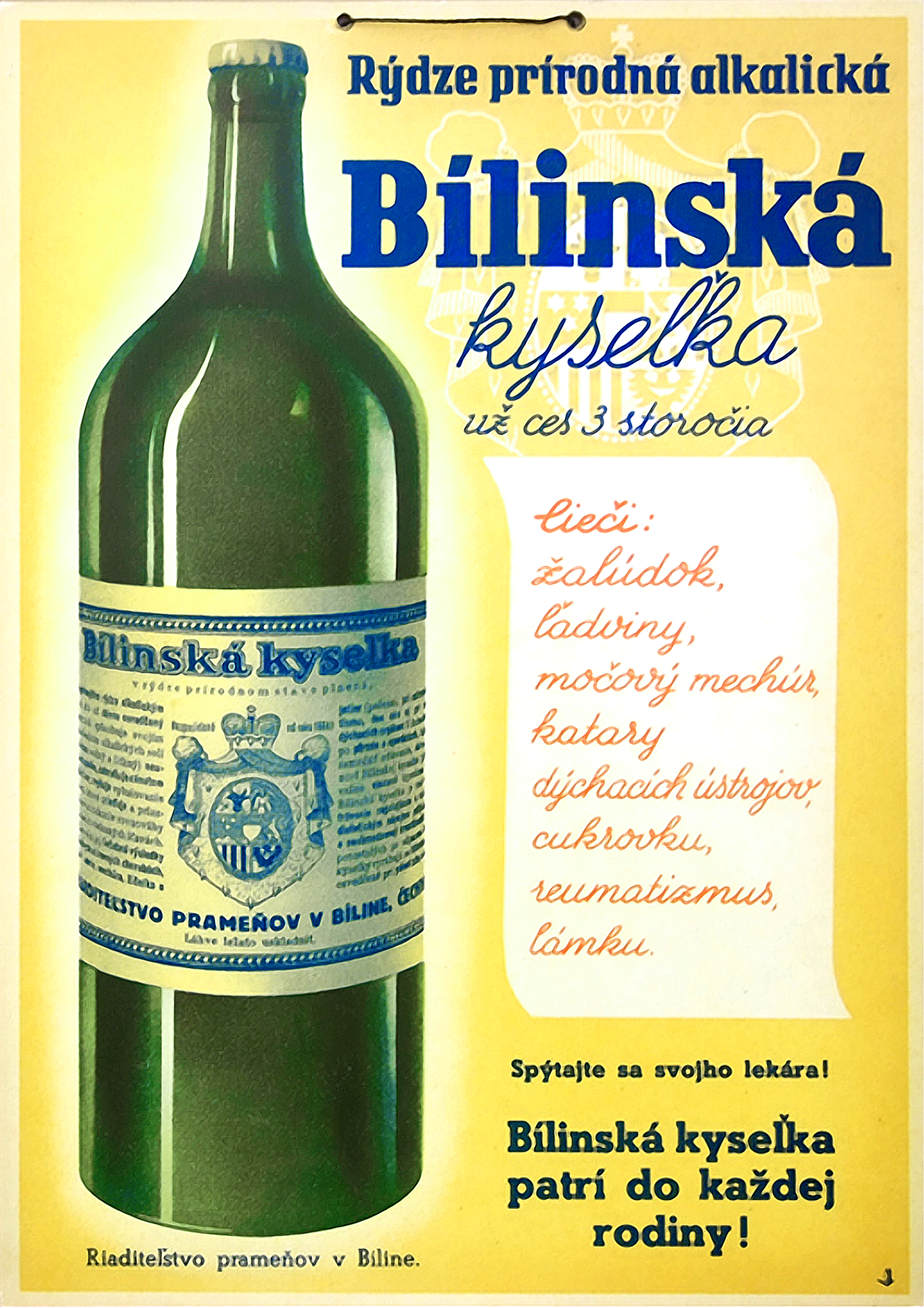
Publicité avec l'ancienne bouteille en verre

L'eau de Bilin (tchèque : Bílinská kyselka ou allemand : Biliner Sauerbrünn) est eau minérale naturelle tchèque produite à Bílina.

## Propriétés
C'est une eau alcaline fortement minéralisée en bicarbonate (soit 5 à 7 grammes par litre). On y trouve notamment du sodium, du potassium, du calcium, du magnésium et du fer sous forme de cations, ainsi que des anions de chlorure, de sulfate et de bicarbonate. La température de l'eau de source se situe entre 17 et 20 °C. En raison de la teneur élevée en dioxyde de carbone libre, elle est naturellement gazéifiée et conditionnée sans modifications chimiques supplémentaires. L'eau est recueillie dans un forage à une profondeur de 191 m sous la montagne Bořeň. 
Biliner est disponible en Europe en bouteilles d'un litre et de 500 ml. Les bouteilles de Biliner sont en polyéthylène téréphtalate bleu cobalt.

## Histoire
Près de la source de la Bílinská Kyselka, se trouvent des bâtiments thermaux du XVIe siècle. Les thermes ont été construits par la maison de Lobkowicz
Les auteurs des premières publications scientifiques étaient Franz Ambrosius Reuss (en), August Emanuel von Reuss (en) et Josef von Löschner (en). 

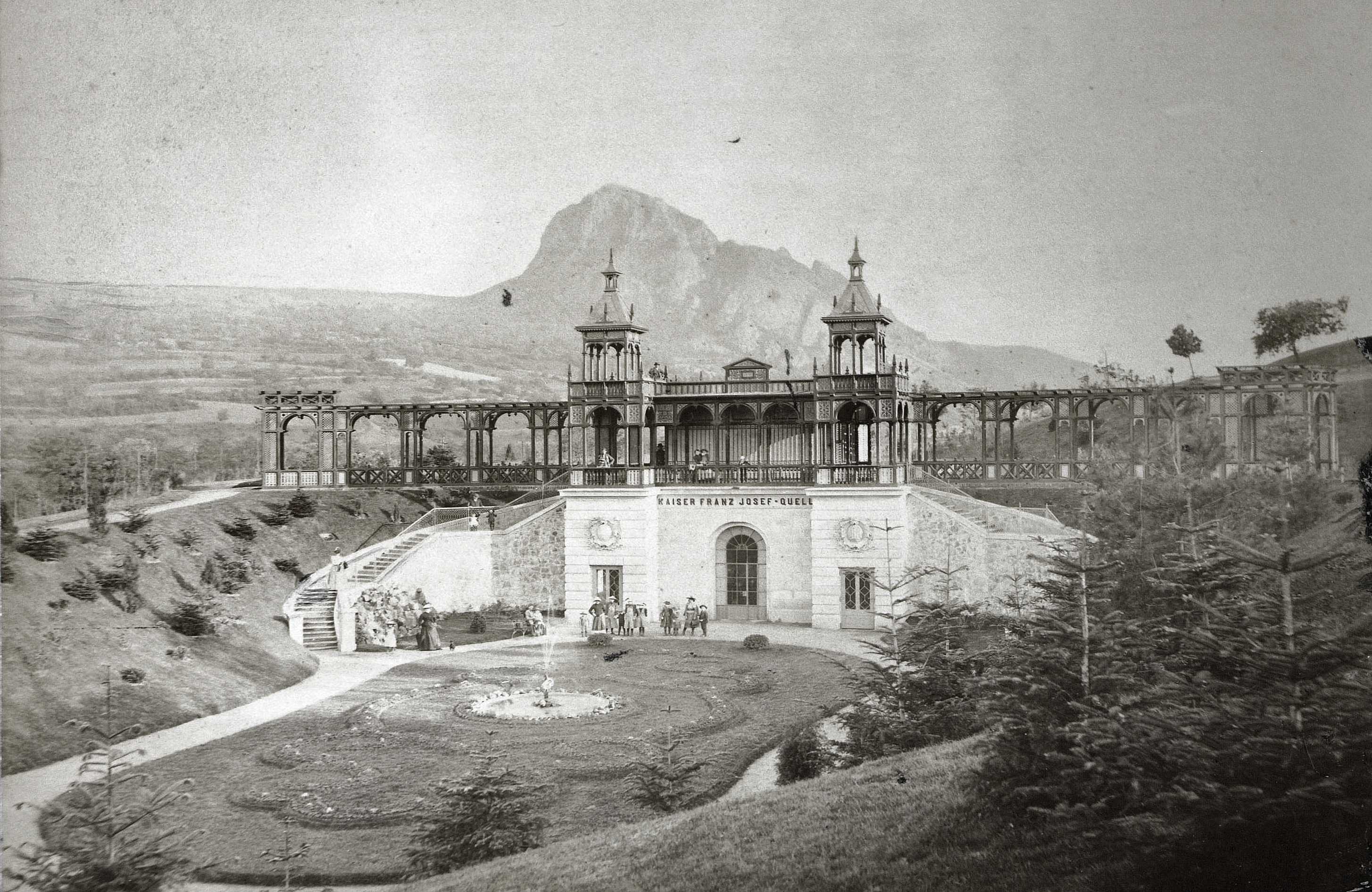
Source François-Joseph.
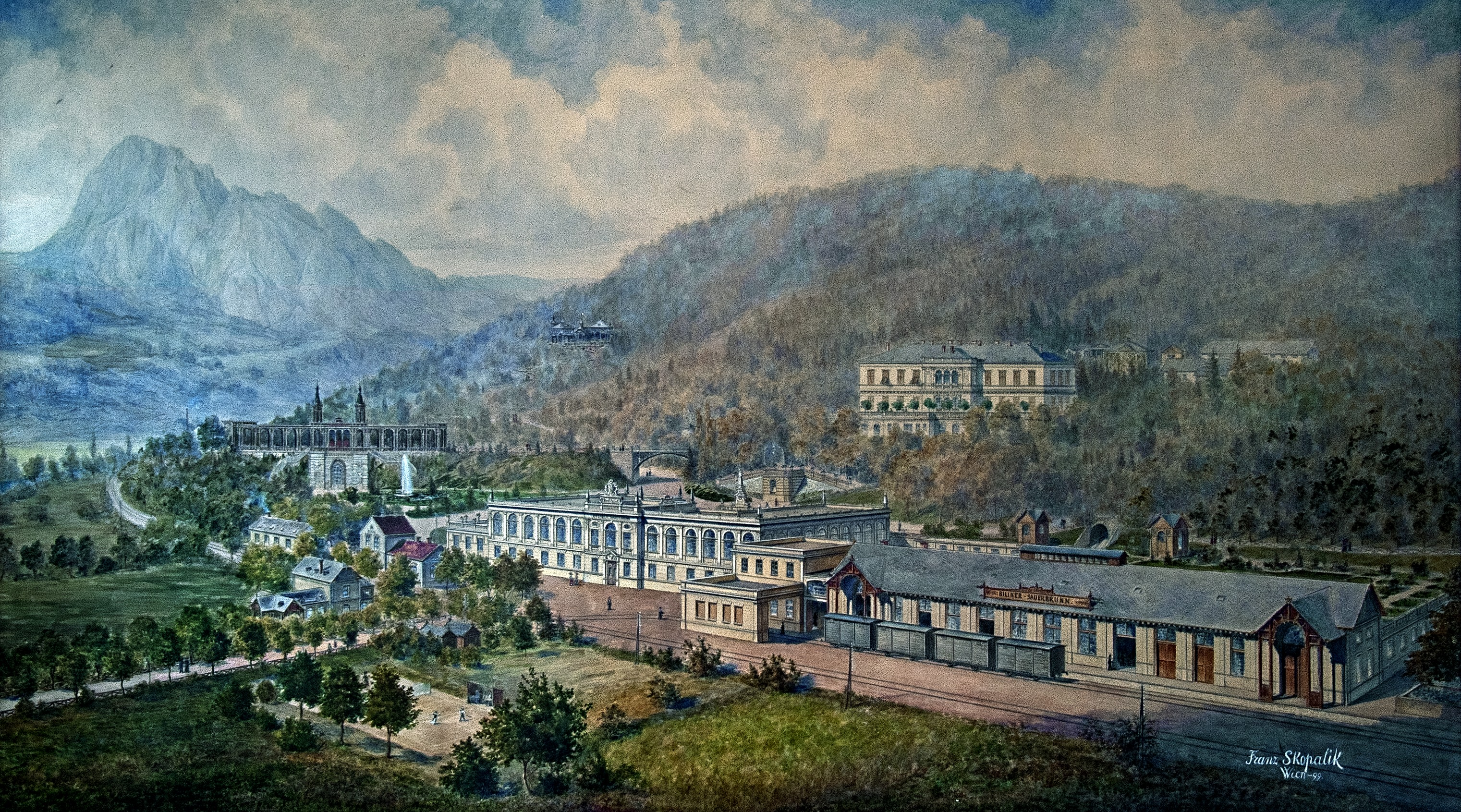
Vers 1899.
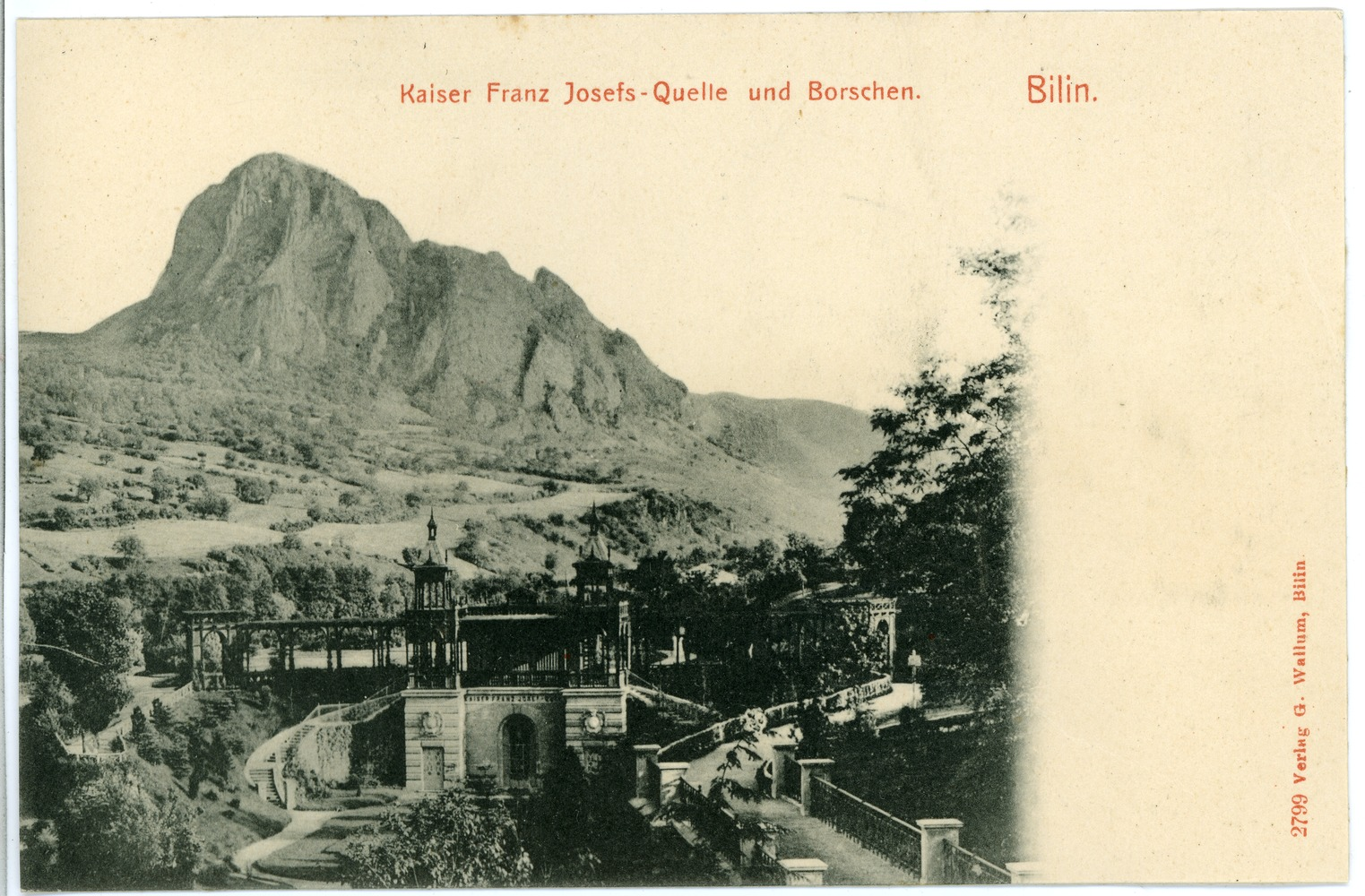
La source et la montagne, vers 1903.
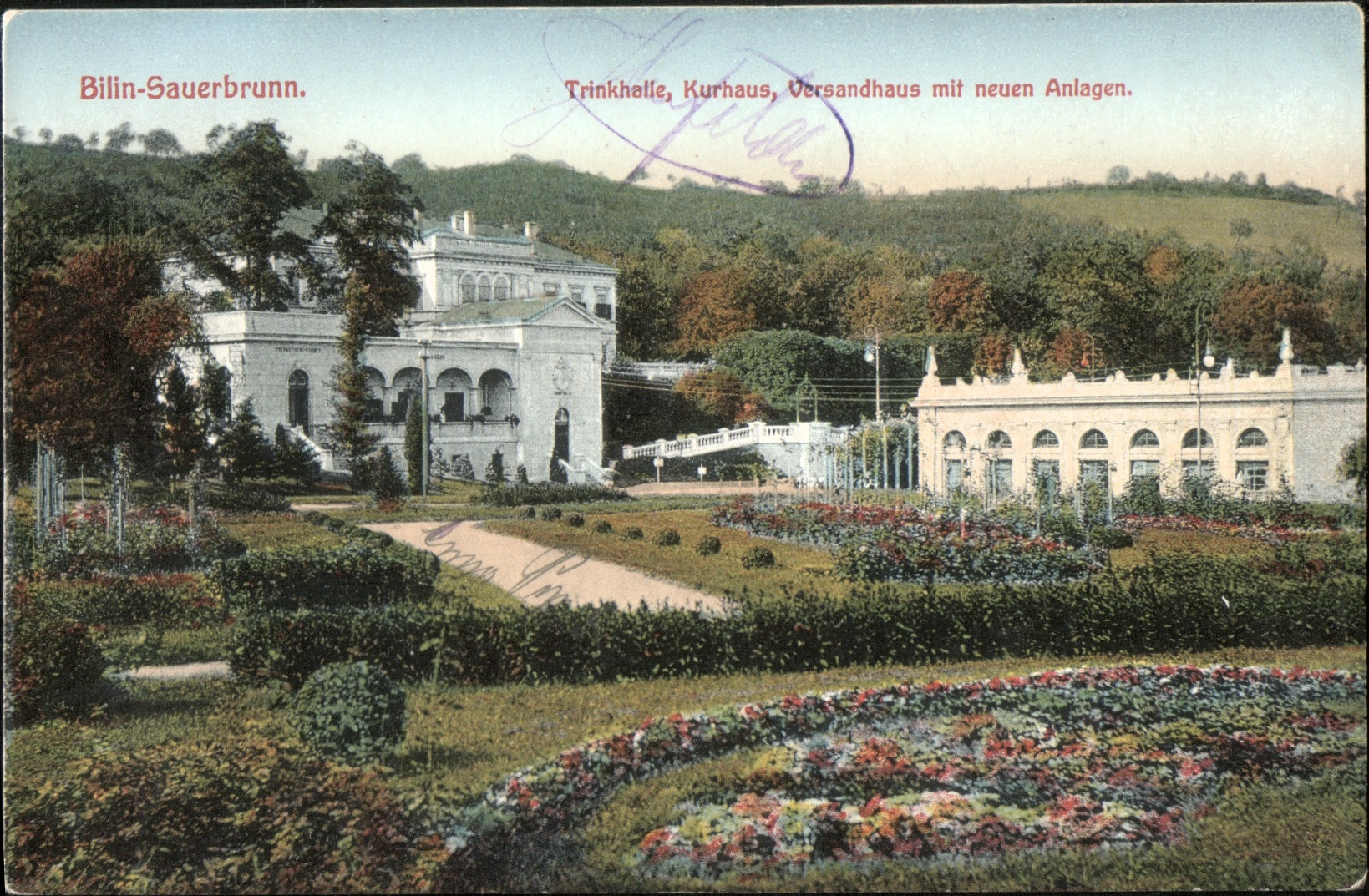
En 1912.

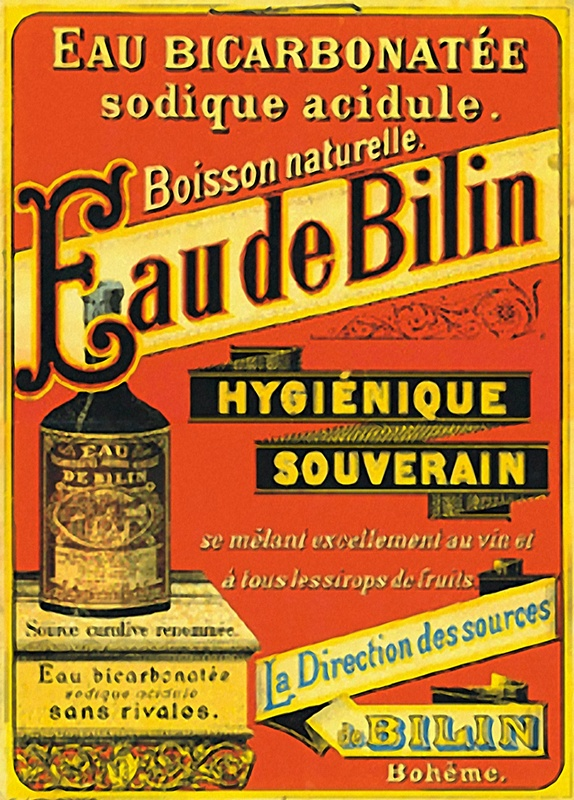
Publicité en français.
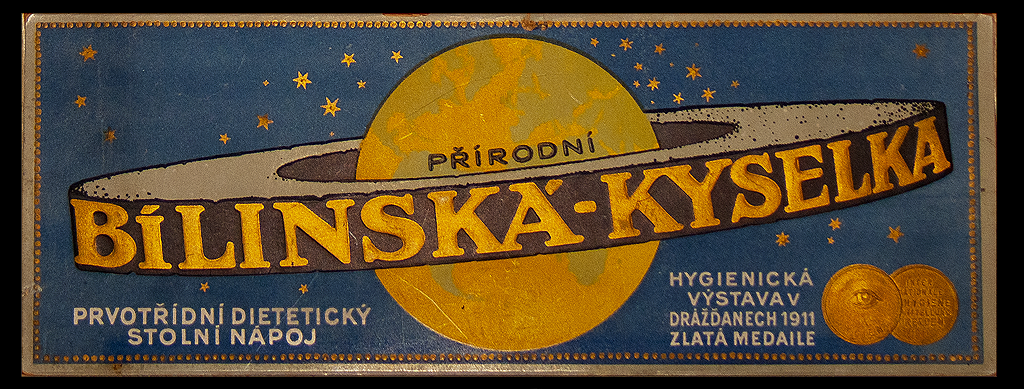
« Description de la boîte d'expédition : "Eau minérale naturelle Bílinská Kyselka. Excellente boisson diététique. Exposition sur l'hygiène à Dresde, une médaille d'or en 1911". »
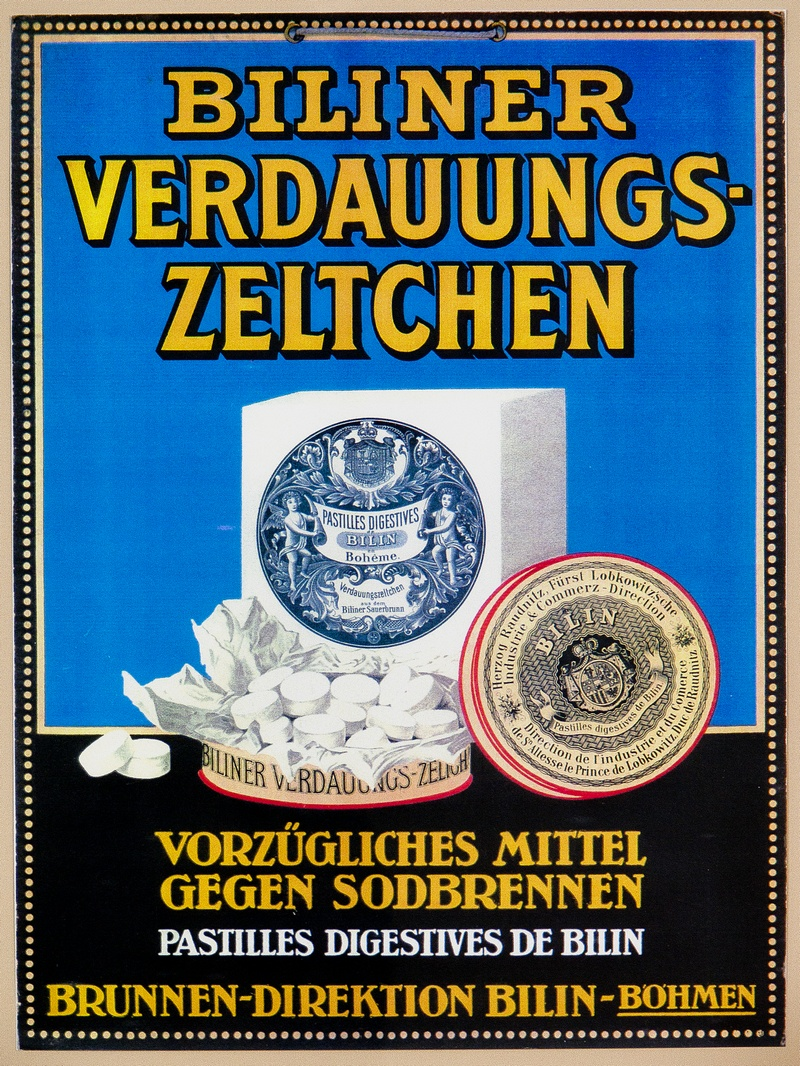
Dragées.
Pastilles digestives Bilin.

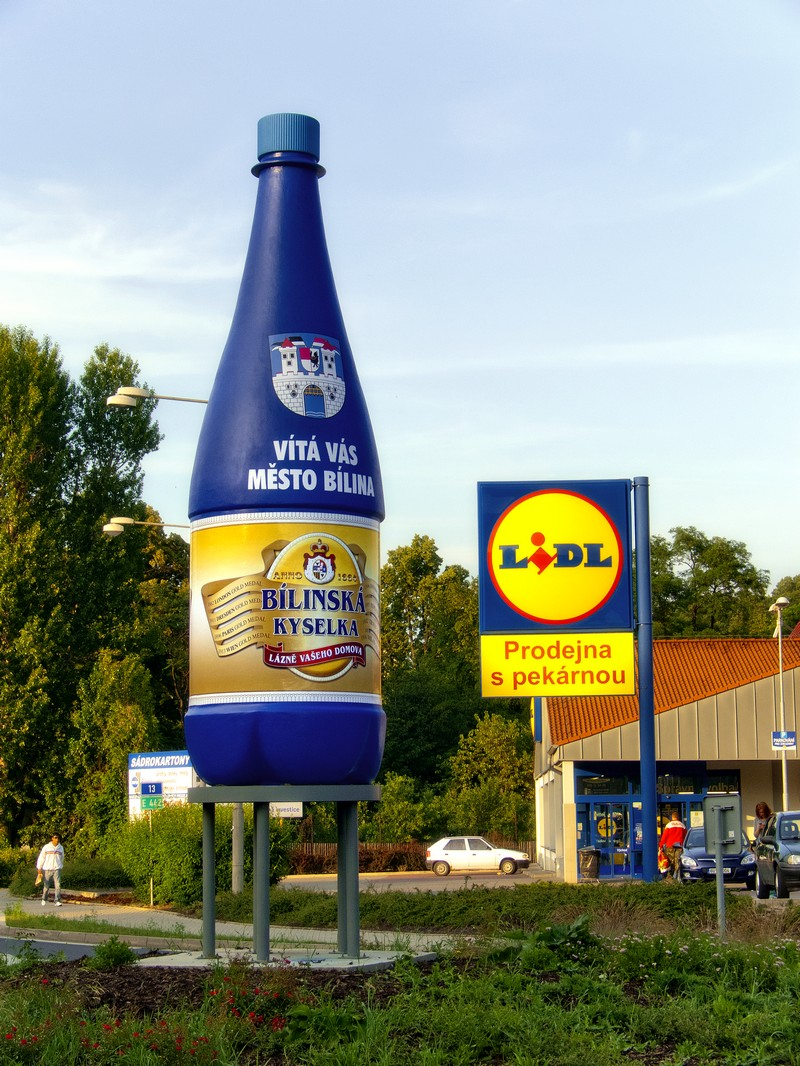
Publicité contemporaine.